# Krešimir Makarin
Krešimir Makarin (Fiume, 7 gennaio 1987) è un ex calciatore croato, di ruolo attaccante.

## Palmarès

### Club

#### Competizioni nazionali
- Supercoppa di Croazia: 1

Hajduk Spalato: 2005